# Walter Thür Orgelbyggen
Walter Thür Orgelbyggen AB var ett orgelbyggeri i Torshälla. De byggde orglar mellan 1968 och 2004. Verksamheten startade i gamla Karamellfabriken vid Storgatan, Torshälla. 1978 flyttade de till Elpars lokaler på Spångagatan. Den sista orgeln de byggde var kororgeln till Klosters kyrka i Eskilstuna.
Företaget grundades av Walter Engelbert Thür(1934–2004). Han kom under 1950-talet till Grönlunds Orgelbyggeri i Sverige och blev intonatör där. Han var med och tillverkade en av den svenska modernismens största orgelverk i Engelbrektskyrkan i Stockholm år 1964. Mellan 1966 och 1968 grundade han sitt eget företag Walter Thür Orgelbyggen AB i Torshälla.

## Orglar
De har tillverkat runt 200 orglar, de flesta till Svenska kyrkan. De har även tillverkat orglar till Svenska kyrkan utomlands i New York, Japan, Singapore och Filippinerna.
- 2004 Klosters kyrka, Eskilstuna.